# Konrad Junghänel
Konrad Junghänel   (Gütersloh, 27 de febrer de 1953) és un llaütista i director d'orquestra alemany en el camp de la interpretació històricament informada, fundador i director del conjunt vocal "Cantus Cölln".

## Carrera
Junghänel va estudiar a la "Hochschule für Musik und Tanz Köln". Ha donat concerts en solitari a nivell internacional i ha treballat amb conjunts com "Les Arts Florissants, La Petite Bande, Musica Antiqua Köln" i "Tafelmusik Baroque Orchestra". Com a llaütista, va gravar obres de Jacques Bittner el 1984. És particularment conegut pels seus recitals de llaüt de Johann Sebastian Bach i Silvius Leopold Weiss, i va rebre el "Preis der Deutschen Schallplattenkritik" pel seu enregistrament en solitari d'una peça de Weiss a 1985. Ha col·laborat amb el contratenor René Jacobs i el gambista Wieland Kuijken, i també ha tocat un tiorba, com ara un chitarrone de 13 plats i un llaüt tiorbat de 14 plats, entre d'altres.
El 1987, Junghänel va fundar el conjunt vocal "Cantus Cölln", que ha dirigit des de llavors. Nombrosos enregistraments de "Cantus Cölln" han rebut reconeixement internacional. Van gravar, entre d'altres, de Monteverdi les Vespres de la beata Verge, de Dietrich Buxtehude el Membra Jesu Nostri i Geistliche Kantaten (Cantates Sagrat), i de Johann Rosenmüller les Vespres, Weihnachtshistorie (conte de Nadal) i Sacri Concerti (concerts sacres). El 1989 van gravar Salms, Motets i Concerts de Heinrich Schütz, amb el "Knabenchor Hannover"" i els cantants Johanna Koslowsky, María Cristina Kiehr, Heike Halaschka, David Cordier, Herbert Klein, Andreas Scholl, Wilfried Jochens, Gerd Türk, Frans-Josef Selig i Stephan Schreckenberger. El 2000 van enregistrar les primeres cantates de Bach, Der Herr denket an uns, BWV 196, Actus Tragicus, Weinen, Klagen, Sorgen, Zagen, BWV 12 i Christ lag a Todesbanden, BWV 4, amb els cantants Koslowsky, Elisabeth Popien, Jochens, Türk i Schreckenberger. El 2002, van guanyar el premi Gramophone en la categoria "Baroque Vocal" pel primer enregistrament complet de la Selva morale e spirituale de Monteverdi, acompanyat del "Concerto Palatino". Seguint el concepte de Joshua Rifkin d'un cantant en una part, van gravar el 2003 la Missa en si menor de Bach amb deu cantants, un a cada part per als moviments de sis i vuit parts, però dos a cada part per a la majoria dels moviments de quatre i cinc parts. Junghänel ha aparegut en més de 100 enregistraments amb Deutsche Harmonia Mundi, Harmonia Mundi France, EMI, Accent i Deutsche Grammophon/Archiv Produktion.
Junghänel es va convertir en professor de la "Hochschule für Musik Köln" el 1994. Es va dur a terme òpera al Teatre de Basilea, la "Staatsoper d'Hamburg, Staatsoper" de Hannover i la "Staatsoper Stuttgart", Colònia Opera, Òpera Còmica de Berlín, la "Deutsche Oper am Rhein" i el "Staatstheater Saarbrücken", entre d'altres, treballant amb directors com Herbert Wernicke, Nigel Lowery, Karin Beier i Calixto Bieito. Des de la temporada 2009/2010, Junghänel ha col·laborat amb el director Uwe Eric Laufenberg a l'Òpera de Colònia. El 2012 va dirigir l'òpera Serse de Haendel a la "Komische Oper Berlin", dirigida per Stefan Herheim, amb Stella Doufexis en el paper principal.